# Hindelbank
Hindelbank (toponimo tedesco) è un comune svizzero di 2 495 abitanti del Canton Berna, nella regione dell'Emmental-Alta Argovia (circondario dell'Emmental).

## Monumenti e luoghi d'interesse

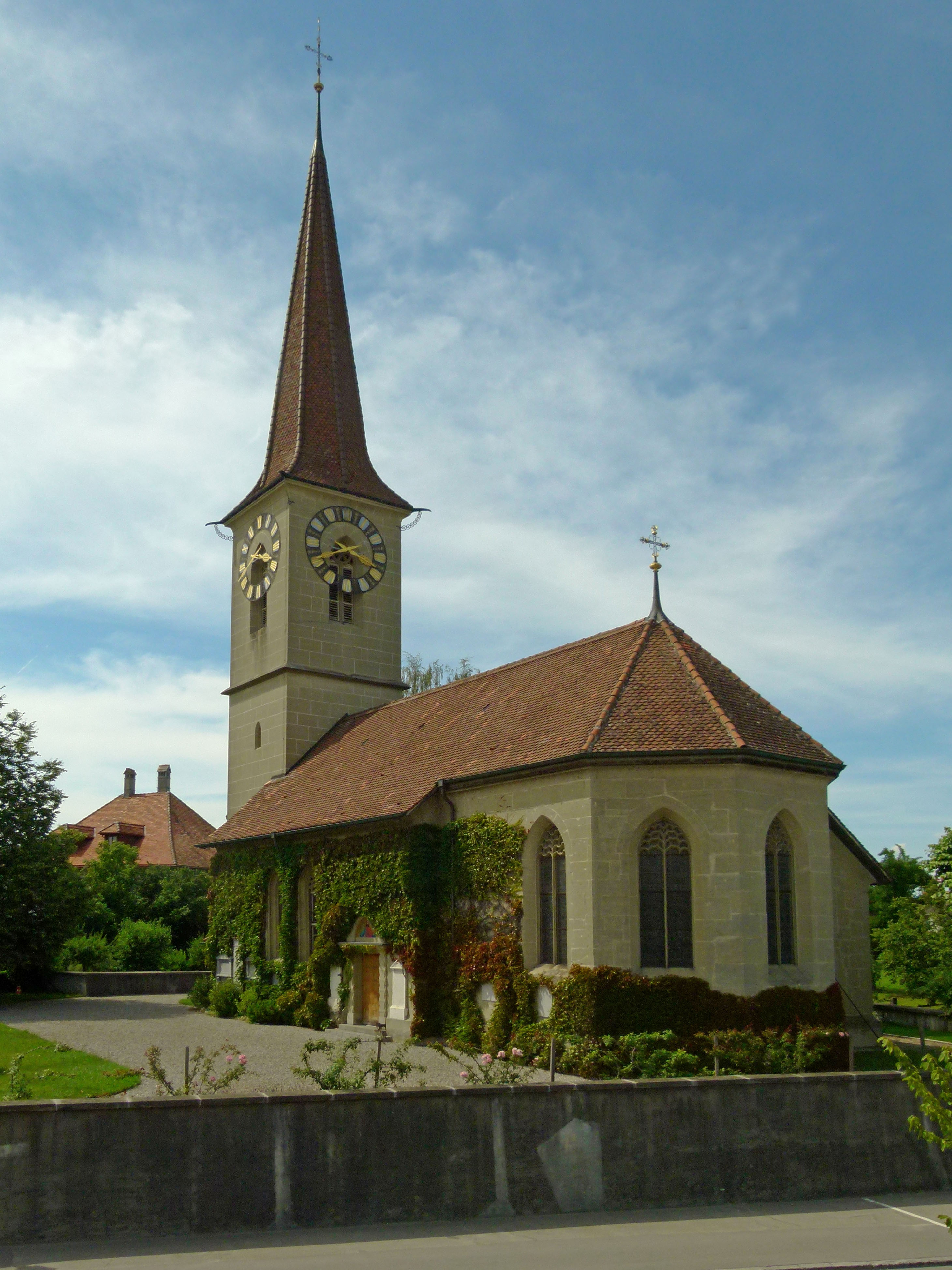
La chiesa riformata

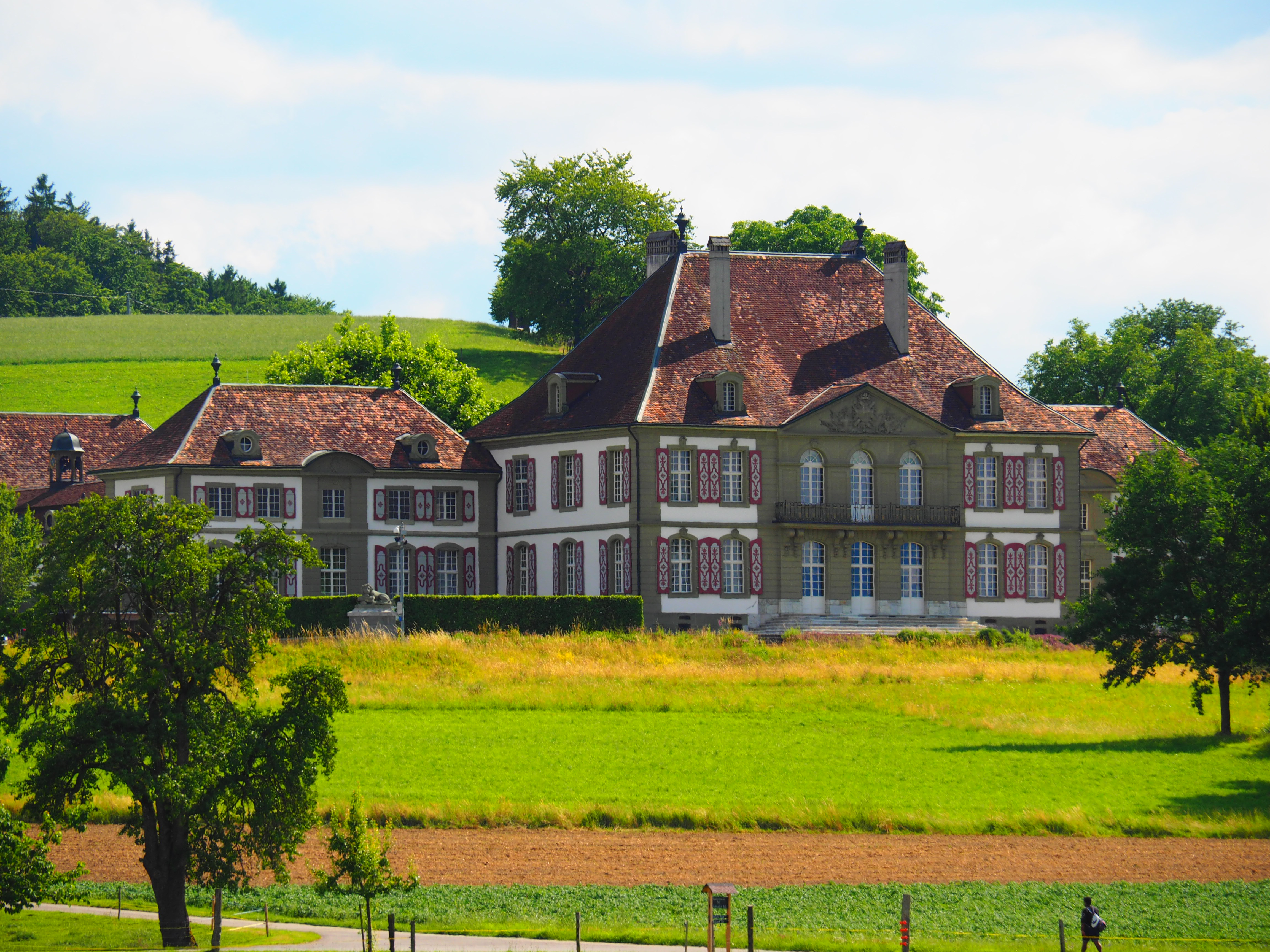
Il castello di Hindelbank

- Chiesa riformata, attestata dal 1275 e ricostruita nel 1514-1518[1];
- Castello di Hindelbank in località Wiler, eretto nel 1721-1725 da Hieronymus von Erlach[1].

## Società

### Evoluzione demografica
L'evoluzione demografica è riportata nella seguente tabella:
Abitanti censiti

## Infrastrutture e trasporti

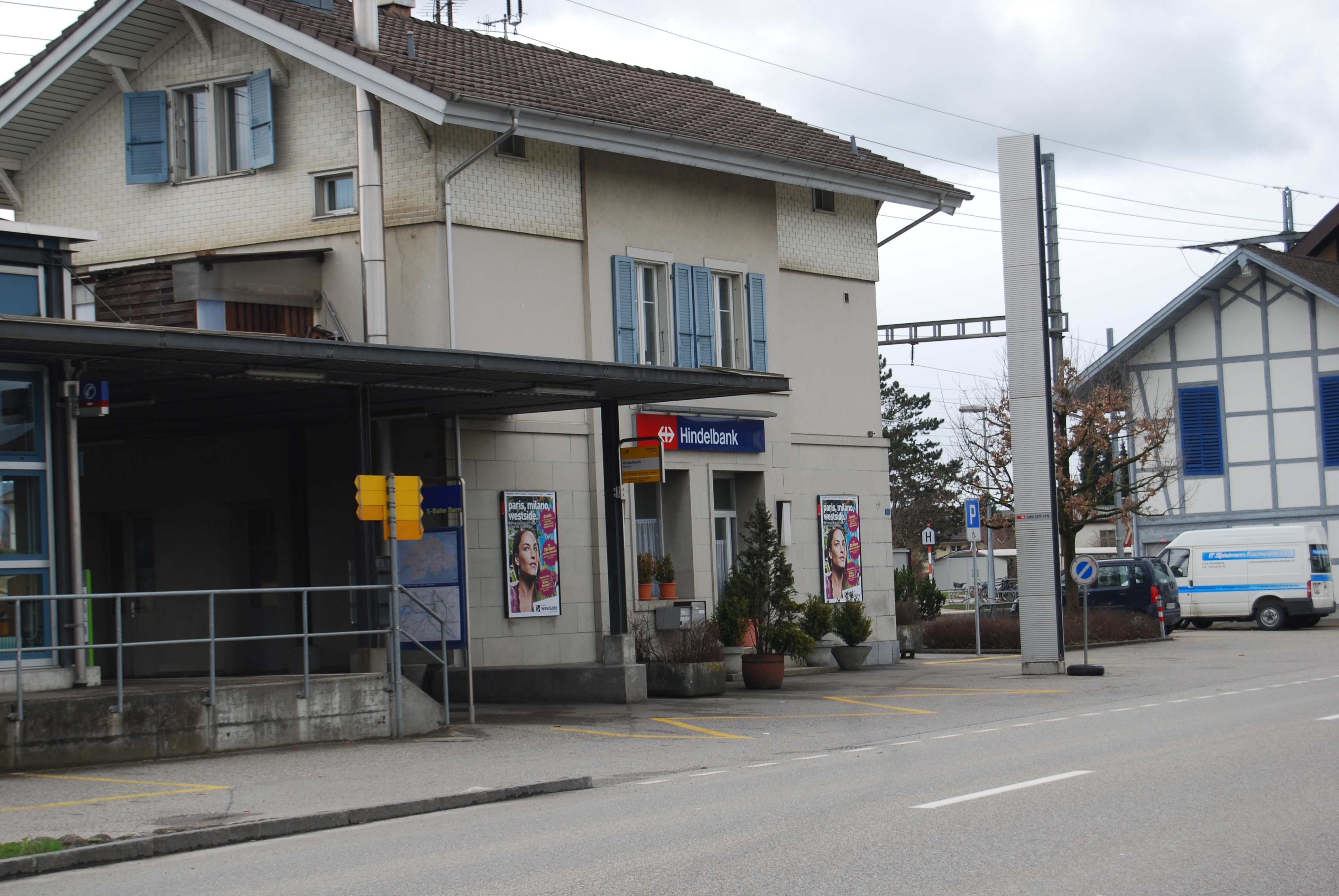
La stazione di Hindelbank

Hindelbank è servito dall'omonima stazione sulla ferrovia Berna-Olten.

## Amministrazione
Ogni famiglia originaria del luogo fa parte del cosiddetto comune patriziale e ha la responsabilità della manutenzione di ogni bene ricadente all'interno dei confini del comune.